# Уметничка галерија „Надежда Петровић”
| Уметничка галерија „Надежда Петровић”  |                                                      |
|                                        |                                                      |
| Лого Галерије „Надежда Петровић” Чачак |                                                      |
| Врста:                                 | Државна установа                                     |
| Основана:                              | 31. мај. 1961.                                       |
| Седиште:                               | Цара Душана 6 · 32000 Чачак Србија                   |
| Директор:                              | Бранко Ћаловић                                       |
| Структура:                             | Два изложбена простора смештена у две посебне зграде |
| Веб презентација                       | http://nadezdapetrovic.rs/                           |

Уметничка галерија „Надежда Петровић” једна је од значајних културних институција у Чачку, која се сврстава и у једну од најстаријих и најзначајнијих културних установа овог типа у Србији. Она данас поседује око 1.300 дела која припадају различитим галеријским збиркама, стилским правцима и поетикама. Сва дела која се чувају и редовно излажу у овој галерији и другим изложбеним просторима у земљи и иностранству од изузетне су важности — као лична карта својих твораца из света сликарства.

## Назив
Уметничка галерија „Надежда Петровић” овај назив је добила у знак признања рођеној Чачанки Надежди Петровић, хероини Првог светског рата  и једној од најзначајнијих српских сликарки с почетка 20. века, која је својим стваралаштвом уврстила српску уметност у савремене европске уметничке токове.

## Положај и размештај
Галерија располаже са два изложбена простора смештена у три посебне зграде у старом градском језгру у Улици Цара Душана 6,  улици Господар Јовановој 11 и у улици Господар Јовановој 7 (у припреми за Легат породице Продановић). Зграде су проглашене за споменике културе - као дела градска архитектура од посебног значаја с почетка 20. века.

## Историја
Галерија је основана на предлог Савета за културу Народног одбора општине Чачак, 31. маја 1961. године на заједничкој седници Општинског већа и Већа произвођача, када је Народни одбор донео Решење о оснивању Уметничке галерије „Надежда Петровић” у Чачку. Овим решењем одлучено је да Галеријом управљају управник и Савет Галерије, а за првог вршиоца дужности  управника постављен је дипломирани етнолог Слободан Санадер. 
Десет месеци након оснивања Уметничке галерије „Надежда Петровић“ 22. априла 1962. године у Свечаној дворани Гимназије отворена је прва изложба у организацији ове установе – под називом Надежда и савременици.
Галерији је 15. новембра 1963. Одлуком Савета за просвету Скупштине општине Чачак по први пут додељен смештајни простор у згради Основне школе „Вук Караџић“ (згради бивше Женске стручне школе), у Улици цара Душана где се и данас налази. Након што је основна школа пресељена у нову зграду 8. јула 1964.  године и извршене адаптација објекта, Галарија је у овом простору започела са радом априла 1965. године. Две године касније од усељења у нови простор, 16. августа 1967. Одлуком Скупштине општине Чачак за првог директора Галерије постављен је Стеван Секованић, професор географије.

## Задаци
Задаци Галерије од њеног, оснивања били су „да прикупља, излаже и организује изложбе уметничких дела југословенског модерног сликарства и ликовних уметности уопште“, да проучава нашу модерну уметност и да сваке парне године организује Меморијал Надежде Петровић.

## Делатност
Данас се делатност Галерије одвија кроз:
- праћење токова и праваца савремене ликовне продукције,
- излагачку делатност,
- издавачку делатност,
- заштиту покретних културних добара, разврстаних у више збирки.

Основна делатност Уметничке галерије „Надежда Петровић“ је праћење савремене ликовне праксе кроз изложбену и издавачку делатност и заштита покретних културних добара. 
Галерија је до сада организовала преко 320 изложби, 25 изложби Меморијала и 44 изложбе у другим градовима. У Галерији је излагало 1616 уметника, а само на Меморијалу  преко 500 уметника, уметничких група и асоцијација из целог света. 

## Збирке
Галерија поседује преко 1.300 експоната који спадају у репрезентативна дела српске уметности. Они су разврстани у 7 збирки:

### 1. Надежда и савременици
Збирку чини 48 слика 25 аутора, међу којима је највише (са 12 радова) заступљена Надежда Петровић. Поред слика Надежде Петровић збирци антологијских дела овог периода, припадају и слике великана српске уметности прве половине 20. века: Николе Бешевића, Бете Вукановић, Живорада Настасијевића, Лепосаве Беле Павловић, Васе Поморишца, Ивана Радовића, Боривоја Стевановића, Видосаве Ковачевић. Међу овим ауторима који спадају у групу носилаца значајних промена у српском сликарству, налазе се и репрезенти нових уметничких идеја донетих са студија из Минхена и Париза, из периода експресионизма, импресионизма, пленеризма, конструктивизма, симболизма, сецесије, интимизма, поетског реализма.

### 2. Југословенско сликарство друге половине 20. века
Збирка која се првобитно звала „Савремено југословенско сликарство после 1960. године”, формирана је неколико година након оснивања Галерије од радова откупљиваних на изложбама Меморијала Надежде Петровић,  тако да је од 4. меморијала (1966) збирка имала значајан почетни фонд.  Са уласком у 21. век и појавом многих уметничких радова у галеријском фонду који нису могли бити ни хронолошки ни концепцијски сврстани у постојећу збирку промењен је њен назив у садашњи. И поред промене назива, свакако, није се дошло до њеног коначног заокруживање с обзиром да и у наредном периоду постоје реалне могућности за бројчано и концепцијско допопуњавање новим делима. 
Ову хетерогену Збирку сасављену из бројних стилова, правца и појаве на југословенској уметничкој сцени насталих у периоду 1950 – 2000. године, сачињава 356 уметничких радова, највише слика, али и  графика, цртежа, скулптура, фотографија, објеката, инсталација, видео радова и др.
Поред откупа (преко Откупне награде на Меморијалу), слике су набављане на аукцијама и поклонима аутора и других дародаваца. Озбиљнији откуп започео је са редовном излагачком делатношћу мада откупна политика није била континуирана нити планска и везивала се за излагачку делатност, на основу које је Галерија правила свој сопствени избор.

### 3. Савремена уметност
Збирка „Савремена уметност” проистекла је из идеје да се на јеном месту прикаже и систематски прати актуелне уметничке продукције и радови „нових тенденција” с почетка 21. века, сакупљени у збирци Галерије. 

Она данас представља продукт текуће ликовне (визуелне) продукције, и усмерава откупну политику Галерије, засновану на... 
...иновативности, хетерогености некомпатибилности, аутохтоности ауторске имагинације и техничко-технолошке реализације, ангажованост и све специфичности везане за турбулентни савремени свет.

### 4. Спомен-збирка Богића Рисимовића-Рисима
Спомен збирка Богића Рисимовића Рисима формирана је 1992. године, од легата уметникове породица која је по по његовој смрти граду Чачку поклонила 40 слика, неколико стотина цртежа, скица, илустрација, литерарну заоставштину и архивску грађу.
Како је породица уметника захтевала да легат буде представљен као целина, настала је спомен збирка у којој је обрађен и представљен на прави начин лик и дело Богић Рисимовић-Рисим. Спомен збирци је придодато и 18 Рисимових слика из фонда Уметничке галерије „Надежда Петровић”, што је све заједно омогућило доста добар преглед стваралаштва овог значајног српског сликара.

За потребе чувања и излагања збирке град је реконструисао стару кућу у Господар Јовановој 11. Данас се ова кућа, као други изложбени простор Уметничке галерије „Надежда Петровић”, познат и као Галерија „Рисим”, користи не само за сталну поставку Рисимових слика већ и за друге изложбе и уметничке садржаје.
Рисимово ликовно формирање припада времену педесетих година двсдесетог века када се у српском сликарству, после краткотрајног периода социјалистичког реализама, постепено развијају поједини облици послератног модернизма. Током 35 година уметничког стварања Рисим је прошао сложен и целовит развојни пут: од слика завичајне носталгије, стилизоване линије и једноставне изражајности крајпуташа, преко слика магичног реализма до универзалне слике чистог поетског доживљаја простора и времена.
 Укупно стваралаштво Богића Рисимовића Рисима је поетски и стилски заокружена целина која га карактером, квалитетом и оствареним дометима сврстава у ред значајних преставника српске уметности друге половине 20. века.

### 5. Збирка цртежа и карикатура Пјера Крижанића
Збирку цртежа и карикатура Пјера Крижанића, која је оформљена 2004. године чине  цртежи и карикатуре из заоставштине  Синише Пауновића, рођеног Чачанина, познатог публицисте и новинара Политике. Ове радове Пјера Крижанића Галерији су поклонили Каћа и Ђорђе Пауновић син Синише Пауновића из Београда.
Збирка садржи 90 радова  (цртежа и карикатура) које је Пјер Крижанић  насталих непосредно пред и после Другог светског рата, када је он радио као илустратор и карикатуриста Политике. На цртежима су представљене познате иностране и домаће личности тог периода, из света политике, науке, културе, јавног друштвеног живота.
Важну документарну вредност у овој збирци...има серија карикатура са приказом сцена суђења нацистичким официрима непосредно после Другог светског рата.

### 6. Легат породице Божидара Продановића
Збирка слика, цртежа, акварела, графика и мозаика Божидара Продановића, настала је из уметникове заоставштине, коју је Галерији поклонила уметникове породице 2006. године. 

Збирка Продановићевих дела је тренутно смештенa у згради у Господар Јовановој улици број 7-9, која за сада није у функцији јер тек треба да се адаптира за поставку легата.
Значај ове колекције сагледава се кроз јасну аутентичност уметничког концепта, а бројност (446) и ликовна разноликост експоната систематично и прегледно презентују стваралаштво овог изузетно важног аутора српске ликовне сцене друге половине 20. века.

### 7. Спомен-збирка Соња Савић
Спомен-збирка Соња Савић настала је 2011. године када је Соњина мајка Микаина Савић целокупну имовину Соњине породице и њену уметничку заоставштину завештала Граду Чачку, граду у коме је Соња  Савић рођена, и Уметничкој галерији „Надежда Петровић“ на старање, стручну обраду и презентацију.
Збирку чини обиман материјал: фотографије, аудио и видео записи, завршени видео радови, документарни и играни филмови, видео снимци позоришних представа у којима је Соња Савић наступала, и њени многобројни лични предмети. Изузетно је значајан део збирке материјал из области алтернативног позоришта видео арта.

## Манифестације
„Меморијал Надежде Петровић”
Најпознатија манифестација коју организује Галерија је бијенална, селекторска манифестација „Меморијал Надежде Петровић”, на којој је до 2002. године (22. Меморијал) излагало преко 500 уметника и уметничких група.

## Стална поставка
Сталне поставке Уметничке галерије „Надежда Петровић“ презентује најзначајније ауторе, радове, правце и стилове из богатог фонда Галерије. Замишљена је тако да представи један од могући поглед на развој српске и југословенске уметности у  20. веку.

Служећи се историјским и хронолошким приступпм у сталној поставци Галерије изложени су радови настали у раздобљу од једног века, који су међусобно доводећи у одређене корелације. 
Динамика просторне структуре даје могућност прожимања и проналажења сличних уметничких полазишта, али и супротстављања, па су разноврсна ликовна проблематика (композиција, боја, светлост, структура, површина, материја… ), ликовни мотиви (пејзаж, портрет, акт) и апстрактне композиције искључиво презентоване у контексту присутних радова истовремено афирмишући хетерогене стилске оријентације заступљених аутора тј. већину праваца и стилова прсутних на уметничкој сцени 20. века- интимизам, импресионизам, поетски, колористички и апстрактни експресионизам, фигурацију, геометризам, магијски реализам, лирску апстракцију, асоцијативну уметност …

## Радно време
- Галерија је отворен за јавност: уторак – петак: 10 – 20 часова, субота и недеља: 11 – 14 часова
- Понедељком је Галерија затворена за посете.